# Episodi di Banshee - La città del male (seconda stagione)
La seconda stagione della serie televisiva Banshee - La città del male (Banshee), composta da 10 episodi, è stata trasmessa sul canale statunitense Cinemax dal 10 gennaio al 14 marzo 2014.
In Italia, la stagione è andata in onda in prima visione sul canale satellitare Sky Atlantic dal 17 aprile al 19 giugno 2015.
A partire da questa stagione entra nel cast principale Anthony Ruivivar. Al termine di questa stagione escono dal cast principale Demetrius Grosse, Anthony Ruivivar e Ben Cross.
| nº | Titolo originale         | Titolo italiano          | Prima TV USA     | Prima TV Italia |
| -- | ------------------------ | ------------------------ | ---------------- | --------------- |
| 1  | Little Fish              | Pesci piccoli            | 10 gennaio 2014  | 17 aprile 2015  |
| 2  | The Thunder Man          | L'uomo del tuono         | 17 gennaio 2014  | 24 aprile 2015  |
| 3  | The Warrior Class        | La riserva               | 24 gennaio 2014  | 1º maggio 2015  |
| 4  | Bloodlines               | Discendenze              | 31 gennaio 2014  | 8 maggio 2015   |
| 5  | The Truth About Unicorns | La verità sugli unicorni | 7 febbraio 2014  | 15 maggio 2015  |
| 6  | Armies of One            | Con me o contro di me    | 14 febbraio 2014 | 22 maggio 2015  |
| 7  | Ways to Bury a Man       | L'irruzione              | 21 febbraio 2014 | 29 maggio 2015  |
| 8  | Evil for Evil            | Male per male            | 28 febbraio 2014 | 5 giugno 2015   |
| 9  | Homecoming               | La caccia                | 7 marzo 2014     | 12 giugno 2015  |
| 10 | Bullets and Tears        | Pallottole e lacrime     | 14 marzo 2014    | 19 giugno 2015  |

## Pesci piccoli
- Titolo originale: Little Fish
- Diretto da: Greg Yaitanes
- Scritto da: Jonathan Tropper

### Trama
Lucas è consapevole che Rabbit potrebbe non essere morto, ha incubi in cui il criminale torna da lui e si sveglia; in realtà è solo Carrie, che gli confida che Gordon non le lascia vedere i figli e gli consiglia di scomparire prima dell'imminente processo. Rebecca ha scoperto di aver accidentalmente ucciso il sindaco nell'esplosione del cantiere edile e, presa dal rimorso, pensa di tornare a far parte della comunità Amish. Dopo aver parlato con Kai, il quale le fa capire che certi imprevisti fanno parte del loro giro, la convince a ritornare con lui. Job e Sugar rubano il cadavere del vero sceriffo dall'obitorio e lo riseppelliscono. L'agente Xavier accoglie l'agente Racine, appena arrivato in città, davanti all'obitorio. Al processo Lucas e Carrie rispondono in modo da non far trapelare la loro passata relazione, i vari testimoni descrivono l'accaduto, poi Racine ribadisce che Rabbit non è morto. Rabbit si sveglia in un bosco. Racine fa tornare in carica Hood come sceriffo, in quanto avendo dismesso il distintivo la notte della sparatoria lui non ha alcuna colpa, inoltre asserisce che Banshee ha bisogno di uno sceriffo. Xavier attacca Racine per il modo con cui questi ha concluso l'indagine, comunque Racine manda via Xavier dalla cittadina dato che la sua indagine su Proctor non ha dato i frutti sperati, e che la cosa non lo riguarda dato che Kai non ha nulla a che vedere con Rabbit. Gordon chiede a Lotus di tenere d'occhio Lucas per lui. Lucas, Carrie e Job rapinano il furgone blindato del casinò di Alex, ma dopo il colpo vengono attaccati da un motociclista (che si rivela essere Nola Longshadow) ma vengono salvati da Sugar. A causa di Nola, il gruppo riesce a rubare soltanto centocinquantamila dollari, molti di meno rispetto a quanto previsto. Hood viene chiamato sul luogo della rapina per investigare. Job dice a Lucas che è ora di andarsene, facendogli tenere presente che hanno ancora una fonte di guadagno: i diamanti rubati a Rabbit. Anche Sugar lo ribadisce, ma Lucas non è pronto a lasciare Banshee, sia per sua figlia Deva, che per se stesso, affermando che se sparisse un'altra volta, lui avrebbe la sensazione di non esistere più. Alex ha dei problemi come capo tribù, infatti a causa del furto gli altri membri kinaho sostengono che non sia un buon leader, come il suo defunto padre, inoltre le entrate del casinò non sono particolarmente alte. Carrie e Gordon parlano delle imputazioni di lei, la vita di Carrie sta crollando a pezzi, dato che ha perso il suo lavoro, inoltre Gordon accusa la moglie di aver messo in pericolo l'incolumità di Deva e Max. Gordon parla alla veglia funebre del sindaco. Nola e Hood si conoscono al bar di Sugar e, dopo una breve conversazione, i due vanno a casa di Lucas a copulare. A New York Racine entra in una chiesa e parla con il prete che si rivela essere il fratello di Rabbit.
- Guest star: Željko Ivanek (Jim Racine), Julian Sands (Yulish), Gil Birmingham (George Hunter), Odette Annable (Nola Longshadow), Tatanka Means (Hoyt Rivers), Derek Cecil (Dean Xavier), Gabriel Suttle (Max Hopewell), Caire Bronson (Janie Kendall), Maya Gilbert (Juliet).
- Altri interpreti: Chelsea Cardwell (Beaty), Stephanie Northrup (Meg Yawners), Sthephen West-Rogers (Tecnico di laboratorio), Laurence Chavez (Autista del furgone blindato), Rex James Reddick (Guardia del furgone blindato), Andy Boswell (Guardia del centro commerciale).
- Ascolti USA: telespettatori 491 000[2]

## L'uomo del tuono
- Titolo originale: The Thunder Man
- Diretto da: Greg Yaitanes
- Scritto da: David Schickler

### Trama
Nola si riveste mentre Lucas è sotto la doccia. Alex Longsahdow deve combattere contro il timore del consiglio tribale in merito al progetto dell'albergo, loro infatti sostengono che Alex non sia un buon leader per i kinaho. Siobhan incontra l'ex marito, Breece, un uomo violento con problemi di alcolismo, verso il quale ha ottenuto un ordine restrittivo e che le chiede di farlo togliere così potrà lavorare in città con suo cugino. Carrie è sotto processo per possesso illegale di armi e viene condannata a 30 giorni di reclusione in un carcere lontano da Banshee. Gordon colpisce Lucas quando questi lo accusa di aver lasciato andare Carrie in carcere. Job porta i soldi che hanno ricavato dal colpo al blindato. Alex accusa Proctor della rapina e fa esplodere una bomba davanti al suo mattatoio. Carrie, prima di andare in prigione, vorrebbe passare del tempo con i suoi figli, ma Deva non le permette nemmeno di entrare in casa, non riuscendo a perdonarla per quello che è successo, dato che Max è ancora spaventato. Siobhan va nella sua roulotte, e ad attenderla trova Breece, e lei lo caccia via. Rebecca va a trovare Lucas, non trovandolo viene importunata da dei soldati. Nola la salva e poi la rapisce portandola da Alex, che decide di interrogarla. Proctor cerca la ragazza a casa di Lucas, poi riceve una chiamata da Alex che gli intima di restituirgli i soldi derubati sul blindato. Kai chiede a Lucas di andare a riprenderla, purtroppo il Cadi non ha giurisdizione sul suolo kinaho, ma Kai fa tenere presente a Lucas che è ancora in debito con lui per averlo salvato dagli uomini di Rabbit. Job aiuta Lucas a entrare nel casinò, però i due perdono il contatto radio quindi Lucas è isolato. Lucas raggiunge Rebecca, Nola e Alex e stringe un accordo per cui Rebecca non sporgerà denuncia se la lasciano andare immediatamente. Nola non vuole scendere a compromessi, ma Alex preferisce ascoltare il consiglio di Lucas, quindi lascia andare via Rebecca. Lucas consiglia alla ragazza di allontanarsi dallo zio e poi la riporta a casa. Lucas e Kai hanno un'ambigua conversazione, infatti Kai trova strano che Lucas non sospetti minimamente di lui riguardo al furto del blindato. Proctor va a trovare Alex nella sua villa, e con un messaggio molto diretto lo minaccia, intimandogli di non avvicinarsi mai più a lui e Rebecca, altrimenti ucciderà tutta la sua famiglia. Carrie confida a Lucas la preoccupazione per la sua famiglia. Il giorno dopo Lucas le consiglia di mantenere un profilo basso e l'accompagna al carcere. Siobhan trova il marito in cucina mentre le prepara la cena e l'aggredisce. Breece torna in motel, Siobhan si presenta da lui, e lo colpisce violentemente. Lucas va da Breece, e lo trova privo di sensi, sanguinante, sul pavimento, mentre Siobhan è seduta sul letto. Siobhan è spaventata, perché quando Breece la denuncerà per aggressione, lei perderà il distintivo, ma Lucas la tranquillizza, dicendole che convincerà il suo ex marito a non sporgere nessuna denuncia, inoltre le chiede come si sente, e lei risponde che sta bene, perché è da anni che pianifica di vendicarsi per tutto il male che Breece le ha fatto. Siobhan e Lucas si baciano, Carrie invece è in isolamento. I paramedici portano via Breece, intanto Gordon si intrattiene con una prostituta dentro la sua auto. Nella scena dopo i titoli di coda, Siobhan guida la sua auto, sorridendo.
- Guest star: Gil Birmingham (George Hunter), Peter Scanavino (Breece Connors), Odette Annable (Nola Longshadow), Matthew Rauch (Clay Burton), Maya Gilbert (Juliet), Tatanka Means (Hoyt Rivers), Afton Williamson (Alison Medding).
- Altri interpreti: Stephen Ware (Giudice), Robert Treveiler (Jackson Sperling), Deja Dee (Alma), Chelsea Cardwell (Beaty), Lee Spencer (Isaac Camden), John Scott Richardson (Davis), J. LaRose (Thompson), Steven Puente (Deloria), Baby Norman (Nativa americana), Adrian Gonzales (Ballerino), Diana Lupo (Ragazza delle treccine), Jwaundace Candece (Carcerata), Matt Leonard (Guardia alla stanza VIP), Clark Sarullo (Prostituta), Laura Bella (Spogliarellista in topless), Drew Sheer (Marine numero 1), Alan D'Antoni (Marine numero 2), David Buglione (Marine numero 3), Peter Zimmerman (Cameriere), Ray Siegle (Guardia della piscina).
- Ascolti USA: telespettatori 424 000[3]

## La riserva
- Titolo originale: The Warrior Class
- Diretto da: Ole Christian Madsen
- Scritto da: Evan Dunsky

### Trama
Lucas va a trovare Carrie in carcere; lei è preoccupata per Max e Deva. Durante un matrimonio Amish il fratello di Rebecca, Solomon parla con una ragazza indiana, Lana, che progetta di scappare dalla riserva e lo invita a seguirla prima o poi. La sera il padre va a cercarlo e trova la ragazza morta, uccisa con un'ascia. Solomon è scomparso. Lucas indaga sull'omicidio e viene scoperto un legame tra Lana e Solomon. Proctor insegna a Rebecca a sparare, finché non vengono a sapere della morte della ragazza indiana, e della scomparsa di Solomon, i due quindi iniziano a preoccuparsi. I kinaho accusano Solomon dell'omicidio di Lana, affermando che il motivo per cui è scomparso è perché gli Amish lo tengono nascosto, ma il padre di Rebekah, Elijah, afferma che non è così. Hood e gli altri agenti del Cadi indagano, e scoprono che Lana aveva un ex fidanzato, Tommy Littlestone, un kinaho appartenente a una pericolosa banda, i Redbones, composta da pellerossa che credono in maniera maniacale nei valori della tribù, e dunque, se Tommy avesse saputo che la sua ex frequentava un Amish, questo lo avrebbe fatto arrabbiare, e ciò fa di lui il principale sospettato. Lucas e gli agenti del Cadi sconfinano nella riserva indiana per interrogare Tommy, ma il fratello maggiore del ragazzo, Chayton, aggredisce Lucas, il quale, con l'aiuto degli altri agenti, lo mette fuori gioco. I fratelli Littlestone vengono portati al Cadi. Jason Hood, figlio del vero sceriffo, è lì davanti. Hood interroga gli indiani, ma Tommy viene portato via da Alex. Jason e Lucas si incontrano e Jason rivela allo sceriffo che lui sa che non è suo padre. Lucas lo porta al bar di Sugar, e i due iniziano a parlare, Jason non aveva un buon rapporto con suo padre, il ragazzo si è messo nei guai e ha bisogno che la persona che ha aiutato Lucas a prendere l'identità di suo padre (Job) aiuti pure lui a cambiare vita. Sugar minaccia pesantemente Jason, dicendogli che lo ucciderà se avrà anche solo il sospetto che farà qualcosa per danneggiare Lucas. Mentre Kai e Rebecca vanno a trovare i genitori di quest'ultima, gli indiani attaccano la comunità Amish, pensando che Solomon si nasconda lì, visto che loro lo considerano il colpevole, Kai risponde al posto dei contadini, picchiando i pellerossa, obbligandoli a scappare. Kai ha modo di rivedere sua madre, la quale, diversamente dagli altri Amish, è più propensa ad accettare il suo aiuto per cercare Solomon. Mentre Rebecca chiede aiuto a una vecchia amica, la ragazza le dà appuntamento in un posto isolato. Sul luogo dell'appuntamento con la sua amica, Rebecca viene aggredita da un uomo mascherato, ma riesce a fuggire e a raggiungere la polizia. Lucas lo cerca e viene colpito alle spalle, ma riesce a sparare un colpo alla gamba dell'uomo. Siobhan, preoccupata per Lucas e della sua non curanza per la sua incolumità, lo porta nella sua roulotte, i due parlano; l'uomo dice che dovrebbe andarsene ma i due finiscono a letto insieme. Carrie chiama Gordon dal carcere, questi è uno strip club e rifiuta la chiamata. Nola all'obitorio saluta la ragazza Kinaho morta. 
Dopo i titoli di coda: Chayton, nella prigione di Banshee, canta una canzone nella lingua nativa e si dipinge il volto con il proprio sangue.
- Guest star: Geno Segers (Chayton Littlestone), Ólafur Darri Ólafsson (Jonah Lambrecht), Odette Annable (Nola Longshadow), Harrison Thomas (Jason Hood), Matthew Rauch (Clay Burton), Tatanka Means (Hoyt Rivers), Afton Williamson (Alison Medding), Amber Midthunder (Lana Cleary).
- Altri interpreti: Gunnar Carrigan (Solomon Bowman), Abigale Corrigan (Patia), Steve Coulter (Elijah Bowman), Samantha Worthen (Miriam Bowman), Alpha Trivette (Israel Proctor), Jennifer Griffin (Leah Proctor), Rickey Russert (Tommy Littlestone), Deja Dee (Alma), Angel Tolentino (Madre di Lana), Dave Heuvel (Padre di Lana), Marisela Zumbado (June Cleary), Vinston E. Rickman (Stregone Kinaho), Rain Moore (Paul Moon), Lindsay Ayliffe (Vescovo Amish), Laura Bella (Spogliarellista in topless), Mona Amein (Ragazza della gang), Kyle Wolfe (Ragazzo della gang numero 1), Mike Endoso (Ragazzo della gang numero 2), Vivian Fleming-Alvarez (Guardia del penitenziario di Mercer).
- Ascolti USA: telespettatori 536 000[4]

## Discendenze
- Titolo originale: Bloodlines
- Diretto da: Ole Christian Madsen
- Scritto da: Evan Dunsky

### Trama
Carrie esce di prigione e ad attenderla c'è Gordon, che la riaccompagna a casa, la donna abbraccia Max e poi vede Deva, ma poi succede qualcosa di strano: Lucas prende il posto di Gordon, inoltre Carrie rivede una la sua versione di sedici anni prima (Anastasia), e poi capisce che tutto quello è solo un sogno, lei infatti è ancora in prigione. Lucas e Nola assistono alla cerimonia funebre della ragazza Kinaho assassinata, Nola sostiene che Chayton è innocente perché nonostante sia un uomo violento, lui è un purista, e non avrebbe mai ucciso un'altra Kinaho. Brock suggerisce di interrogare gli Amish e i loro ragazzi. Carrie richiama Gordon, ma quando questi non risponde lascia un messaggio in segreteria. Lucas vede Deva fumare erba assieme alla sua compagnia. Lucas presenta Jason Hood a Job e gli chiede di preparare dei documenti per lui. Alex e Proctor si incontrano a una tavola calda, il capo dei Kinaho è in collera per il modo in cui Kai ha ridotto il pellerossa che stava importunando gli Amish, inoltre con una velata minaccia gli fa capire che se i Kinaho troveranno Solomon (che è ancora il principale sospettato per l'omicidio), loro lo uccideranno, ma Kai non si lascia intimidire, affermando che Alex è privo di coraggio, quest'ultimo lo aggredisce, ma i due si fermano prima di aggravare troppo la cosa. Brock e Lucas seguono una nuova pista su un ragazzo Amish scappato tempo prima, Daniel. Lucas parla con il ragazzo, che vive abusivamente in un edificio fatiscente. Rebecca affronta Patia, la vecchia amica che le aveva dato appuntamento nel bosco, che le dice che Solomon veniva picchiato dal suo insegnante, Jonah Lambrecht, un uomo rigido dalla mentalità chiusa che spinge i giovani Amish a rispettare le tradizioni della loro cultura, cercando di tenerli lontani da ogni tipo di tentazione che potrebbe spingerli a lasciare la comunità. La stessa cosa viene riferita a Lucas da Daniel, il quale afferma che Jonah non vedeva di buon occhio Solomon perché credeva che avrebbe fatto la stessa fine di Rebecca. Lucas incontra Johan e riconosce la ferita alla gamba. I due combattono e interviene anche Rebecca, alla fine Lucas lo mette fuori combattimento. Anche Kai interviene e inizia a torturare l'insegnante per farlo parlare, facendogli confessare dove si trova Solomon (in un vecchio granaio), poi i tre vanno a salvare il giovane ragazzo e vengono raggiunti dagli altri Amish. Nonostante il contributo di Kai e Rebacca, entrambi vengono sempre visti male dalla loro vecchia comunità, comunque Solomon abbraccia la sorella. Johan viene arrestato per l'omicidio della ragazza indiana, infatti è stato lui a ucciderla perché voleva convincere Solomon a lasciare la comunità Amish. Siobhan ed Emmett trasportano Chayton fino alla vicina contea, ma questi cerca di liberarsi facendo finire l'auto fuori strada. Carrie cerca di chiamare Deva mentre questa è fatta. Jason Hood e Rebecca si conoscono in un bar e vanno a letto insieme. Chayton si libera e viene raggiunto dagli altri Redbones, infine chiede a Siobhan di riferire un messaggio a Lucas, ovvero che lui e Chayton avranno modo di rivedersi. Lucas va a trovare Deva e cerca di parlarle, facendole capire che assumere droghe per punire sua madre è sbagliato. Poi incontra Job, quest'ultimo è a conoscenza del fatto che Deva è sua figlia e che è lei la ragione per cui non vuole abbandonare Banshee, ma puntualizza anche che rimanere sarebbe una pessima idea perché Lucas, anche se non intenzionalmente, mette sempre in pericolo chi gli sta vicino. Lucas dà a Job il permesso di andare a New York per vendere i diamanti. Lucas vede Siobhan ferita, lei lo informa che Chayton è scappato, Lucas la riaccompagna a casa. Proctor va a trovare Alex e lo informa che l'assassino della ragazza indiana è in prigione, inoltre Alex inizia a credere che forse combattere contro Kai sarebbe una pessima idea. Nola ribadisce ad Alex che non può scendere a patti con Kai, Alex dice alla sorella che sarebbe meglio, per lei, se lasciasse la riserva. Nola ascolta il consiglio, ma prima di andarsene uccide Jonah. In carcere Carrie incontra il padre sulla sedia a rotelle, i due parlano della madre di lei e Rabbit ammette che nella sua vita ha fatto delle scelte sbagliate, ma che ha fatto tutto ciò per amore, infine le dice che è l'ultima volta che si vedranno.
Dopo i titoli di coda: Rabbit sembra stare meglio. 
- Guest star: Gil Birmingham (George Hunter), Geno Segers (Chayton Littlestone), Ólafur Darri Ólafsson (Jonah Lambrecht), Odette Annable (Nola Longshadow), Harrison Thomas (Jason Hood), Matthew Rauch (Clay Burton), Tatanka Means (Hoyt Rivers), Afton Williamson (Alison Medding), Amber Midthunder (Lana Cleary), Conor Donovan (Daniel Moses), Gabriel Suttle (Max Hopewell).
- Altri interpreti: Gunnar Carrigan (Solomon Bowman), Abigale Corrigan (Patia), Steve Coulter (Elijah Bowman), Samantha Worthen (Miriam Bowman), Alpha Trivette (Israel Proctor), Chelsea Cardwell (Beaty), Ricky Russert (Tommy Littlestone), Sheena Zadeh (Daria), Angel Tolentino (Madre di Lana), Dave Heuvel (Padre di Lana), Marisela Zumbado (June Cleary), Vinston E. Rickman (Stregone Kinaho), Justin Barnhill (Flynn), Justin Kennedy (Russ), Fidias Rae (Assistente medica di Rabbit), Denise Hillis (Guardia al blocco di celle), Vivian Fleming-Alvarez (Guardia del penitenziario di Mercer).
- Ascolti USA: telespettatori 514 000[4]

## La verità sugli unicorni
- Titolo originale: The Truth About Unicorns
- Diretto da: Babak Najafi
- Scritto da: John Romano

### Trama
Carrie esce di prigione e trova Lucas ad aspettarla; quando i due si allontanano dal carcere sono seguiti da un'auto. Lucas si accorge dell'auto mentre i due stanno pranzando in una piccola cittadina. I due intanto progettano una rapina ad una gioielleria. Lucas e Carrie si divertono molto insieme, inoltre Carrie ha modo di vedere nuovi aspetti di lui che non conosceva. Mentre tornano a Banshee, Lucas fa una deviazione per mostrare a Carrie la casa fotografata nel medaglione, i due decidono di passarvi la notte. Lucas rivela a Carrie che ha capito che la cosa migliore da fare per lei è andarsene via da Banshee perché da quando è arrivato non ha fatto altro che causare problemi. Il giorno seguente, ancora nella casa, Lucas si accorge che qualcuno li osserva, si tratta dell'agente Racine che rivela di aver riconosciuto Lucas dall'interrogatorio in seguito al furto dei diamanti. Racine vuole chiedere a Lucas e Carrie di aiutarlo a catturare Rabbit, promettendo che quando Rabbit sarà sconfitto il federale lascerà in pace Lucas visto che non gli importa nulla di lui. L'astio nei confronti del criminale ucraino è dovuto al fatto che quando Racine era un giovane agente lui cercò di arrestare Rabbit, ma il criminale uccise il suo informatore, la moglie e la loro bambina. Carrie è dell'opinione che dovrebbero uccidere Racine, ma Lucas non vuole, purtroppo l'agente federale viene assassinato da un sicario (una donna) mandato da Rabbit. Carrie spara alla donna, ferendola, infine Lucas la uccide. La casa ha preso fuoco durante il combattimento. Lucas riporta Carrie al motel, a Banshee, i due discutono sul fatto che Rabbit non li lascerà mai in pace, specialmente ora che sa dove sono. Sugar e Lucas hanno una profonda discussione, dove Lucas esprime la sua frustrazione sul fatto che ogni volta che trova il modo di rimettere la sua vita a posto, arriva sempre qualcosa che rovina tutto, Sugar sostiene che lui e Lucas sostanzialmente sono uguali, perché loro non saranno mai come le persone normali, e dunque non saranno mai capaci di mettere ordine nella loro vita.
Dopo i titoli di coda: Mentre Lucas riprende ad allenarsi si vede una fotografia della famiglia che lui non potrà mai avere.
- Guest star: Željko Ivanek (Jim Racine), Lyne Renee (Giovane casalinga).
- Altri interpreti: Frank Aard (Venditore di modelli), Vivian Fleming-Alvarez (Guardia del penitenziario di Mercer), Amanda Powell (Mamma), Cole Ashton Becker (Fratello maggiore), Lindsay Reese Hall (Sorella minore).
- Ascolti USA: telespettatori 591 000[5]
- Nota: Questo è l'episodio in cui appaiono meno personaggi nonché l'unico a cui non prende parte Ulrich Thomsen.

## Con me o contro di me
- Titolo originale: Armies of One
- Diretto da: Babak Najafi
- Scritto da: John Romano

### Trama
Un uomo di nome Quentin arriva a Banshee, intanto Carrie entra di nascosto nella sua vecchia casa, ma Deva la sorprende e le dice di andarsene. Lucas ha preparato per Jason tutto quello di cui il ragazzo ha bisogno per ricominciare da capo, ma Quentin arriva e lo minaccia, l'uomo infatti lavora per un potente signore del crimine, e ed è venuto per prendere Jason e portarlo da lui. Lucas lo mette in fuga e poi obbliga Jason a dirgli tutta la verità: Jason ha rubato più di sessantamila dollari al capo di Quentin, e lui rivuole indietro il suo denaro. Brock entra di nascosto in casa di Lucas e trova una foto di Carrie, Gordon, Max e Deva. Alex, nonostante la riluttanza, chiede a Kai il suo aiuto per salvare la sua posizione come cabo tribù, con la promessa di farlo rientrare nel progetto del casinò, dunque Kai accetta. Deva, mentre faceva l'esame di guida, inizia a guidare come una spericolata, dopo che alcune sue coetanee avevano preso in giro lei e sua madre. Carrie ha finalmente modo di stare un po' con Max, il quale è felice di riabracciare sua madre. Lucas incontra Quentin e cerca di venire a un accordo con lui, facendogli promettere di lasciare in pace Jason, in cambio lui gli darà i soldi che cerca, con cinquantamila dollari in più per lui, Quentin decide di accettare. Brock dà a Gordon la foto che ha trovato a casa di Lucas. Quentin non rispetta l'accordo, e quindi rapisce Jason per portarlo dal suo capo, ma mentre era per strada con la sua auto, Lucas gli si para davanti, infatti quest'ultimo aveva capito che Quentin avrebbe fatto man bassa. Lucas e Quentin si affrontano, ma quest'ultimo finisce decapitato da un TIR che passava per la strada. Ora che Jason è salvo Lucas lo convince ad andare in Canada, inoltre gli regala l'orologio di suo padre, che lui aveva conservato, Jason lo ringrazia per tutto. Mentre Carrie era a una tavola calda, ripensando a quando conobbe Gordon per la prima volta, Deva si siede accanto a lei, e le due finalmente iniziano a conversare. Sugar chiede a Lucas per quale motivo si è dato tanto da fare per aiutare Jason, nonostante lo conoscesse da poco, e Lucas ammette che ha fatto tutto ciò per via del suo senso di colpa, per non aver salvato la vita al vero sceriffo Hood. Jason passa al bar di Sugar per salutarlo, ma vede Rebecca e decide di passare la sua ultima notte a Banshee con lei in motel. Lucas intanto, passa una romantica serata con Siobhan nella sua roulotte, l'uomo le chiede se secondo lei è possibile cambiare, Siobhan gli dice che le persone maturano e cercano di migliorarsi. Mentre Rebecca e Jason sono a letto insieme, Kai e Burton entrano nella loro camera, infine Burton uccide Jason davanti a una Rebecca terrorizzata. Rebecca è disperata anche se cerca di non darlo a vedere, ma Kai, che pretende un certo codice di condotta da lei, le fa capire che deve scegliere se stare con lui o contro di lui. Job torna da New York e dà a Lucas una spiacevole notizia: non è riuscito a vendere i diamanti perché erano falsi, quindi Lucas ha passato quindici anni in prigione per dei diamanti che in realtà non valevano niente. Dopo i titoli di coda si vede la testa mozzata di Quentin abbandonata in mezzo ad un prato.
- Guest star: Andrew Howard (Quentin), Harrison Thomas (Jason Hood), Matthew Rauch (Clay Burton), Maya Gilbert (Juliet), Gabriel Suttle (Max Hopewell).
- Altri interpreti: Sheena Zadeh (Daria), Linds Edwards (Clover), Nick Madrick (Cacciatore 1), Kieran Gallagher (Cacciatore 2), Bobby Jordan (Cacciatore 3), Bob Fisher (Istruttore di guida), Madeline Chloe Taylor (Jennifer), Jordyn McDempsey (Amica di Jennifer), Dane Northcutt (Adam).
- Ascolti USA: telespettatori 550 000[6]

## L'irruzione
- Titolo originale: Ways to Bury a Man
- Diretto da: Loni Peristere
- Scritto da: Doug Jung

### Trama
Rebecca e Kai al mattatoio guardano della carne macellata, che potrebbe essere il corpo di Jason Hood. Lucas passa al motel per prendere Jason, ma dalla finestra vede la camera vuota, entra e trova tutto in ordine, come lasciato da Burton, trova però tutti i soldi del ragazzo nella cassetta del WC, poi l'orologio del padre del ragazzo. Intanto Rebecca pensa al suicidio. Sugar e Lucas parlano del ragazzo al Cadi e il pugile dice che probabilmente Jason è andato a letto con Rebecca, Lucas va a parlare con Rebecca e Kai alla villa di questi. La ragazza dice di non conoscerlo ma di esserci andata a letto, Lucas non ci mette molto a capire che è stato Kai a uccidere Jason, e anche se lui si dichiara innocente, dato che Lucas non ha prove a suo carico, fa intendere con delle allusioni che è proprio lui l'assassino. Lucas, che ormai si era affezionato a Jason, impugnando la pistola, decide di uccidere Kai, ma viene interrotto da una chiamata di Siobhan dalla radio della polizia. Al bar di Sugar, quest'ultimo e Job, cercano di far capire a Lucas che uccidere Kai sarebbe una pessima idea, perché lui è troppo potente e protetto, e dato che Lucas è già nel mirino di Rabbit, non è il caso di provocare anche Kai. Sugar invita l'amico a usare il potere del suo distintivo per affossare Kai. Lucas riflette sul modo di far affondare Proctor, Brock gli consiglia di fare pressione sulle sue piccole attività, e dunque gli agenti del Cadi iniziano ad irrompere in un suo strip club, dove incontrano anche Gordon. Lucas e Gordon si prendono a pugni, ma Siobhan li ferma, e Gordon vede che sul suo cellulare ci sono molte chiamate perse di Deva, infatti Max è all'ospedale perché ha avuto un altro attacco. Gordon corre in ospedale, dove ci sono anche Deva e Carrie. I problemi nella famiglia Hopewell si accentuano, inoltre Max ha bisogno di un'operazione molto costosa. Gordon rimprovera se stesso, ma Carrie gli dice che lui è un buon padre. Gli agenti del Cadi arrestano le spogliarelliste per prostituzione, una delle stripper, Juliet, vuole parlare con Lucas e rivela della produzione di ecstasy di Proctor, indirizzandoli verso alcuni suoi corrieri, Sharp, Hondo e Curtis. Quindi Lucas, insieme a Brock e Emmett, va a parlare con loro e inizia una rissa dove i criminali hanno la peggio. Sharp rivela a Lucas di un laboratorio di droga di Kai, ma gli dice pure che non riuscirà a risalire a lui perché Kai ha messo in piedi una fitta rete di intermediari ben organizzata. Carrie e Job si vedono a una caffetteria e Job le dà la parte del suo compenso per il furto al blindato di Alex, Carrie propone un colpo a Job per trovare più soldi per le cure di Max. Il consiglio Kinaho si riunisce e grazie alle precedenti minacce di Proctor, in virtù della sua nuova collaborazione con Alex, che ha minacciato di morte i parenti dei membri del consiglio che volevano spodestarlo, Alex rimane in carica come capo tribù. Non riuscendo a incastrare Proctor, Lotus consiglia a Lucas di rimanere calmo. Di notte Job, Lucas e Sugar assaltano il camion con la droga di Proctor, lo rubano e fanno esplodere l'intero laboratorio con il carico di droga.
Dopo i titoli di coda: Brock raggiunge la fabbrica di droga e trova solo i resti dell'incendio.
- Guest star: Gil Birmingham (George Hunter), Matthew Rauch (Clay Burton), Maya Gilbert (Juliet), Joseph Sikora (Sharp), Gabriel Suttle (Max Hopewell).
- Altri interpreti: J LaRose (Thompson), Tyson Sullivan (Hondo), Tim Sitarz (Curtis), Chris Gann (Sheamus), Yvonne Jung (Dottoressa Kessler), Kendra Goehring (Infermiera), Daniella Short (Passion), Katie Page (Spogliarellista), Mike Ryan (Semiautista).
- Ascolti USA: telespettatori 537 000[7]

## Male per male
- Titolo originale: Evil for Evil
- Diretto da: Loni Peristere
- Scritto da: Doug Jung

### Trama
Lucas e gli agenti del dipartimento dello sceriffo, cercano di fermare alcuni ladri, ma poi Lucas scopre che si tratta di Carri e Job, quindi li lascia scappare. Kai riceve la notizia che il suo deposito è saltato in aria, inoltre pure Job, su richiesta di Lucas, inizia a mettere pressione su Kai, manomettendo i file del mattatoio di Kai, togliendo energia alle celle frigorifere, facendo andare a male il suo cibo. Kai va al bar di Sugar e parla con Lucas, infatti capisce subito che c'è dietro lui a quello che è successo al deposito e al mattatoio, ma Lucas gli fa tenere presente che non ha prove per accusarlo. Lucas e Siobhan vanno da Juliet per chiederle altre informazioni, la spogliarellista confida loro che una volta, quando era nella villa di Kai, vide delle casse sospette, mentre venivano portate in cantina. Intanto Meg, la moglie di Emmett, viene aggredita da Sharp, Hondo e Curtis, e viene ricoverata in ospedale, suo marito corre subito da lei, mentre i tre aggressori vengono arrestati. Lucas, di notte, entra nella villa di Kai, per vedere cosa nasconde in cantina, e trova una stanza segreta con dentro alcune armi di vario genere, poi Rebecca lo sorprende, ma decide di non dire nulla. Il giorno dopo Lucas cerca di convincere il procuratore Medding a concedergli un mandato di perquisizione nella villa di Kai, dicendo alla donna che il suo informatore (Juliet) ha visto delle armi che Kai ha spostato in cantina. Grazie al mandato, Lucas e gli agenti del dipartimento trovano le armi, tutte non registrate, Kai perde il controllo e minaccia di morte Lucas, ma alla fine viene arrestato per possesso illegale di armi non registrate. Intanto le condizioni di Meg migliorano, ma il bambino che aspettava purtroppo non sopravvive, quindi abortisce. Gordon fa capire a Lucas che l'accusa con cui hanno arrestato Kai lo farà rimanere dietro le sbarre per un po', ma è necessario trovare altri capi d'accusa per arrestarlo, quindi Lucas va da Alex, e lo convince a confessare di tutti gli affari illegali che suo padre faceva con Kai. Quest'ultimo parla con il suo avvocato, inoltre non capisce chi possa aver indirizzato Lucas alle armi, dato che solo chi ha accesso alla casa poteva esserne a conoscenza, e solo lui, Rebecca e Burton hanno accesso alla villa, ma Rebecca gli fa tenere presente che pure Juliet, in quanto amante di Kai, spesso entra nella villa; dunque Kai capisce che è lei l'informatrice di Lucas, e ordina a Burton di "sistemarla". Carrie consegna a Gordon i soldi per l'operazione di Max, poi Gordon la invita a mangiare con lui e i loro figli. Lucas va a trovare Siobhan nella sua roulotte, i due iniziano a litigare perché Siobhan ha capito che Lucas ha ottenuto il mandato con delle menzogne dato che Juliet aveva menzionato solo le casse, ma non le armi, infatti le menzogne di Lucas potevano metterla nei guai, ma la loro conversazione viene interrotta da una chiamata di Brock, il quale dice loro di venire subito al dipartimento dello sceriffo, perché Emmett ha aggredito Sharp, Hondo e Curtis dentro le loro celle, usando le armi che avevano sequestrato nella villa di Kai. I tre sono in gravi condizioni, specialmente Sharp, infine Emmett decide di abbandonare il dipartimento dello sceriffo, restituendo il distintivo. Job riesce a scovare Rabbitt, e decide di andare a stanarlo da solo. Dopo i titoli di coda si vede, sulla scrivania di Emmett del dipartimento dello sceriffo, la foto di lui con la moglie, insieme alla foto dell'ecografia del bambino che dovevano avere.
- Guest star: Maya Gilbert (Juliet), Joseph Sikora (Sharp), Afton Williamson (Alison Medding), Matthew Rauch (Clay Burton), Gabriel Suttle (Max Hopewell).
- Altri interpreti: Stephanie Northrup (Meg Yawners), Tyson Sullivan (Hondo), Tim Sitarz (Curtis), Robert Treveiler (Jackson Sperling), Deja Dee (Alma), Sheena Zadeh (Daria), Brett Charles Gentile (Dottor Holland), Lisa Jolley (Infermiera).
- Ascolti USA: telespettatori 503 000[7]

## La caccia
- Titolo originale: Homecoming
- Diretto da: Greg Yaitanes
- Scritto da: Jonathan Tropper

### Trama
Job è a New York, in una chiesa ortodossa dove trova Rabbit, e proprio quando stava per ucciderlo con la sua pistola, viene fermato da un sacerdote, e viene catturato. Job riesce a liberarsi, ma viene investito da un'auto. Il detective Bonner che aveva arrestato Lucas 15 anni prima va a trovare il sacerdote e si scopre che fu Rabbit a fare la soffiata anonima che portò all'arresto di Lucas riguardo al furto dei diamanti. Carrie riesce a riavvicinarsi alla sua famiglia. Gordon e Brock parlano dell'esplosione al laboratorio di ecstasy e capiscono che c'è Lucas dietro la faccenda. Emmett pensa di prendersi una pausa da Banshee, quindi decide di lasciare la città insieme alla moglie, per stare in Florida per un po' di tempo. Sharp è ancora ricoverato in ospedale, ma Burton, su ordine di Kai, lo uccide, poi il killer si prepara ad uccidere Juliet, ma Rebecca avverte la donna, salvandola, infine Juliet abbandona Banshee portando con sé suo figlio. Sugar va a trovare Kai in galera e si scopre che il pugile è finito in carcere in passato a causa dell'uomo. Alex parla con Rebecca, le dice che aiuterà la polizia a far colare a picco lo zio e la bacia. Rebecca riferisce a Kai della conversazione con Alex, l'avvocato dell'uomo gli dice che l'accusa del possesso di armi non registrate può cadere facilmente, ma aggiunge che se Alex testimonia contro Kai, per lui è finita. Anche la madre di Kai va a fargli visita, e gli dice che se Kai è diventato l'uomo che è ora, la colpa è pure sua, inoltre rimprovera se stessa per essere rimasta con suo marito, nonostante lei lo consideri un ipocrita. Job viene ricoverato in ospedale, ma riprende conoscenza, intanto Lucas e Siobhan parlano di Emmett e del suo comportamento, e Lucas afferma che ciò che ha fatto non è propriamente sbagliato perché le forze dell'ordine impongono delle regole, ma la vera giustizia è quella che noi facciamo da soli, la loro conversazione però viene interrotta quando lui riceve una telefonata da Job, in ospedale a New York, e parte lasciando la ragazza senza spiegazioni. Lucas lascia la stella dello sceriffo a Brock. Carrie e Gordon parlano dell'infanzia di Ana. Sono a letto insieme quando Lucas arriva, bassando alla porta, e dice a Carrie che Job ha trovato Rabbit a New York. Gordon minaccia Lucas con una pistola, e Carrie per calmarlo gli rivela che lo sceriffo è il padre di Deva. Carrie e Lucas partono lasciando Gordon sconvolto. Due uomini di Rabbit si presentano all'ospedale di Job, scontrandosi con Carrie e Lucas. Dopo aver ucciso i due ucraini, i tre scappano dall'ospedale, dove arriva il detective Bonner, che intravedendo Lucas, lo riconosce. In un hotel, Job racconta quello che è successo e del misterioso sacerdote che ha difeso Rabbit, e Carrie rivela che l'uomo in realtà è suo zio Yulish, il fratello di Rabbit. Lucas, Carrie e Job progettano di attaccare Rabbit con un vecchio “amico” di Lucas e Job. Rabbit e Yulish discutono sull'esistenza di Dio, Yulish afferma di crederci, ma Rabbit sostiene che Dio è solo una creazione dell'uomo per non sentirsi solo.
Dopo i titoli di coda: Gordon guarda la foto della sua famiglia che Brock aveva trovato da Lucas.
- Guest star: Julian Sands (Yulish), Gil Birmingham (George Hunter), Reg E. Cathey (Detective Julius Bonner), Joseph Sikora (Sharp), Matthew Rauch (Clay Burton), Maya Gilbert (Juliet), Gabriel Suttle (Max Hopewell).
- Altri interpreti: Jennifer Griffin (Leah Proctor), Robert Treveiler (Jackson Sperling), Deja Dee (Alma), Fidias Rae (Assistente medica di Rabbit), Hakim Callender (Infermiere), Haley Lovitt (Infermiera terapia intensiva), Stephen David Calhoun (Guardia carcere), Freddy Bouciegues (Guardia), Andrei Runtso (Sacerdote ucraino), Sean Braud (Sicurezza dell'ospedale), Jimmy Gonzales (Ufficiale di polizia di New York).
- Ascolti USA: telespettatori 464 000[8]

## Pallottole e lacrime
- Titolo originale: Bullets and Tears
- Diretto da: Greg Yaitanes
- Scritto da: Jonathan Tropper

### Trama
Lucas e Carrie vanno da un vecchio amico di Lucas, Fat Au, un trafficante d'armi a cui Lucas salvò la vita in passato, qui Carrie scopre che Lucas in principio era un soldato, Fat Au gli dà le armi di cui ha bisogno, poi Lucas e Carrie entrano nella chiesa di Yulish e affrontano gli uomini di Rabbit. Purtroppo Lucas e Carrie sono in svantaggio numerico, e proprio quando per loro sembrava finita, Job e Fat Au arrivano in loro soccorso, uccidendo gli uomini di Rabbit, poi Lucas spara a Yulish uccidendolo. Con dei flashback si scopre ciò che avvenne quindici anni prima, Lucas lavorava per Rabbit, ma segretamente voleva scappare via con Anastasia rubando i diamanti che Rabbit voleva per sé, Lucas presentò Job ad Anastasia, lui aveva già preparato l'occorente per il colpo, e le false identità per entrambi, ma quando rubarono i diamanti, la polizia arrestò Lucas, e Anastasia scappò, poi lei fece il test di gravidanza scoprendo di essere incinta. Anastasia chiamò suo padre al cellulare, infatti lei sapeva che era stato lui a chimare la polizia, Rabbit era al corrente della storia tra lei e Lucas, e aveva organizzato il colpo per fare in modo che Lucas finisse in prigione per tenerlo lontano dalla figlia, Anastasia gli disse che lo odiava e che non l'avrebbe mai perdonato, inoltre gli disse di aspettare un bambino. Job le rimase accanto e le diede la falsa identità che aveva preparato per lei, poi, dopo aver adottato il nome di Carrie, incontrò Gordon, e insieme a lui si trasferì a Banshee. Tornando agli eventi presenti, Lucas e Carrie sono finalmente faccia a faccia con Rabbit, che è seduto su una panchina dietro la chiesa, Carrie gli dà una pistola e poi lo lascia solo con Lucas, Rabbit capisce che è finita, quindi Lucas lo guarda mentre si toglie la vita con la pistola che Carrie gli ha dato. Lucas e Carrie tornano a Banshee, Job invece decide di rimanere insieme a Fat Au a New York, Carrie torna da Gordon, mentre Lucas va da Siobhan, abbracciandola. Emmett e sua moglie lasciano Banshee, e dopo aver attraversato il confine, vengono uccisi da Hondo. Rebecca va da Alex e lo seduce, poi però lo uccide con tre colpi di pistola, e con la sua morte i capi d'accusa su Kai cadono, e lui esce di prigione. Lucas torna a fare lo sceriffo, e al dipartimento riceve un'inaspettata visita di Deva, quest'ultima ha scoperto ormai che Lucas è suo padre, infatti lo sorprende chiamandolo "papà". Nella sequenza finale, a New Orleans, Chayton Littlestone combatte in un club di lotte clandestine, e dopo aver ucciso il suo avversario spezzandogli l'osso del collo, riceve una chiamata dal cellulare dove viene informato che Alex è morto, dunque Chayton, con un'aria minacciosa, si appresta a tornare a Banshee.
- Guest star: Željko Ivanek (Jim Racine), Julian Sands (Yulish), Reg E. Cathey (Detective Julius Bonner), Christos Vasilopoulos (Olek), Joseph Gatt (Albino), Geno Segers (Chayton Littlestone), Eddie Cooper (Fat Au), Gregory Korostishevsky (Yuri), Stephanie Northrup (Meg Yawners).
- Altri interpreti: Jessica Ahlberg (Layla da giovane), Tyson Sullivan (Hondo), Rickey Russert (Tommy Littlestone), Matthew Rimmer (Turista), Lloyd Pitts (Turista).
- Ascolti USA: telespettatori 733 000[9]